# 마스촌
마스촌(万寿村)은 오카야마현 쓰쿠보군에 있던 촌이다. 현재의 구라시키시 구라시키 지역의 마스지구, 구라시키(일부), 나카스(일부), 노마쓰(일부) 지역으로 나뉘어져 있다.

## 역사
- 1889년 6월 1일 - 정촌제 시행에 의해 구보야군 마스촌이 성립하였다.
- 1891년 4월 21일 - 산요본선 구라시키역이 개업하였다.
- 1900년 4월 1일 - 쓰다카군과 쓰쿠보군이 합병해 미쓰군이 되었다.
- 1927년 4월 1일 - 구라시키정 (초대), 오타카촌과 합병해, 신・ 구라시키정이 성립하여, 동일 마스촌은 폐지되었다.

## 참고문헌
- 『岡山県市町村合併誌 市町村編』（昭和35年）岡山県
- 巌津政右衛門『岡山地名事典』（1974年）日本文教出版社
- 岡山県大百科事典編集委員会『岡山地名事典』（1979年）山陽新聞社
- 渡辺光・中野尊正・山口恵一郎・式正英『日本地名大辞典2 中国・四国』（1968年）朝倉書店
- 下中直也『日本地名大系第三四巻 岡山県の地名』（1988年）平凡社
- 黒田茂夫『県別マップル33 岡山県広域・詳細道路地図』（2010年）昭文社